# Kim Lawrence
Kim Lawrence (1938) es una popular escritora británica autora de más de 35 novelas románticas. Publicó sus novelas en Mills & Boon desde 1995.

## Biografía
Kim Lawrence nació en el Gales del Norte. Está casada y tiene hijos, y vive en una granja en Anglesey. 
Kim publicó su primera novela en 1995. Sus novelas describen los clásicos romances con extranjeros.

### Novelas
- Passionate Retribution (1995)
- Relentless Seduction (1995)
- A Wife of Convenience (1996)
- Wedding-Night Baby (1997)
- Wife by Agreement (1998)
- The Seduction Scheme (1999)
- The Playboy's Mistress (2000)
- Mistress by Mistake (2000)
- The Mistress Scandal (2000)
- The Engagement Deal (2000)
- A Seductive Revenge (2000)
- A Convenient Husband (2001)
- The Prospective Wife (2001)
- Partners by Contract (2001)
- The Groom's Ultimatum (2002)
- Her Baby's Secret (2002)
- The Blackmailed Bride (2002)
- The Greek Tycoon's Wife (2002)
- At the Playboy's Pleasure (2003)
- The Italian Playboy's Proposition (2003)
- The Spaniard's Love-child (2003)
- Pregnant by the Greek Tycoon (2005)
- Santiago's Love-Child (2005)
- The Spaniard's Pregnancy Proposal (2006)
- The Italian's Wedding Ultimatum (2006)
- Her Baby Secret (2007)
- Claiming His Pregnant Wife (2007)

### Serie Lacey Triplets
1. Wild and Willing! (1997)
2. The Secret Father (1998)
3. An Innocent Affair (1998)

### Serie Multi-autor Expecting!
- Accidental Baby (1999)
- His Pregnancy Bargain (2004)
- The Carides Pregnancy (2005)

### Serie O'Hagan
1. The Italian's Secret Baby (2004)
2. Luca's Secretary Bride (2004)

### Antologías en colaboración
- His Secretary Bride (2000) (con Cathy Williams)
- Nine to Five (2001) (con Sandra Marton y Cathy Williams)
- Wedding Countdown (2002) (con Helen Bianchin y Liz Fielding)
- Her Italian Boss (2003) (con Lynne Graham)
- Business Affairs (2003) (con Helen Brooks y Lynne Graham)
- Boardroom Baby (2003) (con Emma Darcy y Sandra Field)
- Playboy Lovers (2005) (con Sarah Morgan y Jane Porter)
- Their Secret Child (2006) (con Jane Porter y Cathy Williams)
- Sweet Revenge (2006) (con Sara Craven y Emma Darcy)
- Blackmailed Brides (2006) (con Carole Mortimer y Kathryn Ross)
- Seduced by the Playboy (2007) (con Amanda Browning y Barbara Hannay)
- Hot Desert Nights (2007) (con Louise Allen y Lucy Monroe) (Mistress To A Sheikh / Desert Rake / Blackmailed By The Sheikh)